# Soul Man (sång)
Soul Man är en soullåt skriven av Isaac Hayes och David Porter som spelades in av sångduon Sam and Dave 1967. Låten kom att bli deras största hitsingel med en andraplats på USA-listan. Medverkande musiker på inspelningen är Booker T. & the M.G.'s och The Mar-Keys blåssektion. Den togs senare med på albumet Soul Men. 
1978 spelades låten in av The Blues Brothers på albumet Briefcase Full of Blues, och den släpptes även som singel. 1987 spelades låten in på nytt av Sam Moore och Lou Reed till den amerikanska komedifilmen Soul Man. En musikvideo spelades också in.

## Listplaceringar
- Billboard Hot 100, USA: #2[1]
- Billboard R&B Singles: #1
- UK Singles Chart, Storbritannien: #24[2]
- RPM, Kanada: #2[3]
- Tyskland: #23[4]
- Nederländerna: #9[5]